# Karl Feederle

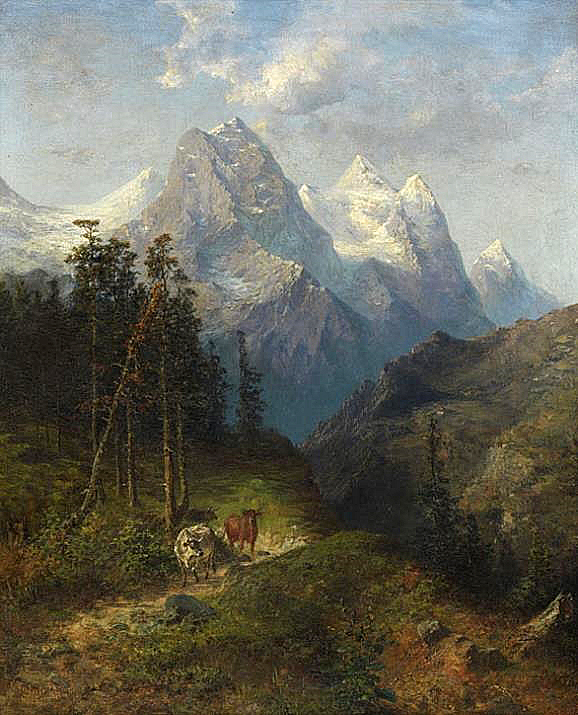
Blick auf das Wetterhorn

Karl Feederle (* 4. März 1832 in Donaueschingen; † 12. März 1881 in München) war ein deutscher Maler und Lithograf.
Sein Vater war Hofjäger des Fürsten Fürstenberg in Hüfingen. Nach der Lithografenlehre bei Johann Nepomuk Heinemann in Hüfingen setzte Karl Feederle die Lehre in Frankfurt am Main fort. Seit dem 1. April 1854 studierte er an der Königlichen Akademie der Künste in München.
Nach dem Studium war er beim Keller-und-Emminger-Verlag, danach bei der Königlichen Bayerischen Privaten Kunstanstalt von Piloty & Löhle tätig.
1859 studierte er in Karlsruhe. Er arbeitete auch für den Wiener Verlag Eduard Hölzel. Den Zeitraum von 1860 bis 1873 verbrachte er in Paris, wo er Landschaftsbilder mit den Tiroler Ansichten malte. Danach kehrte er nach München zurück. Seit 1880 war er Mitglied des Münchener Kunstvereins.